# Constitution du canton 10
Lire en ligne

Consulter

La constitution du canton 10 est la norme fondamentale interne du canton de Herceg-Bosna au sein de la fédération de Bosnie-et-Herzégovine, elle-même au sein de l’État souverain de Bosnie-Herzégovine.

## Sources